# Notre-Dame (Grenoble)
Pour les articles homonymes, voir Notre-Dame et Quartier Notre-Dame.

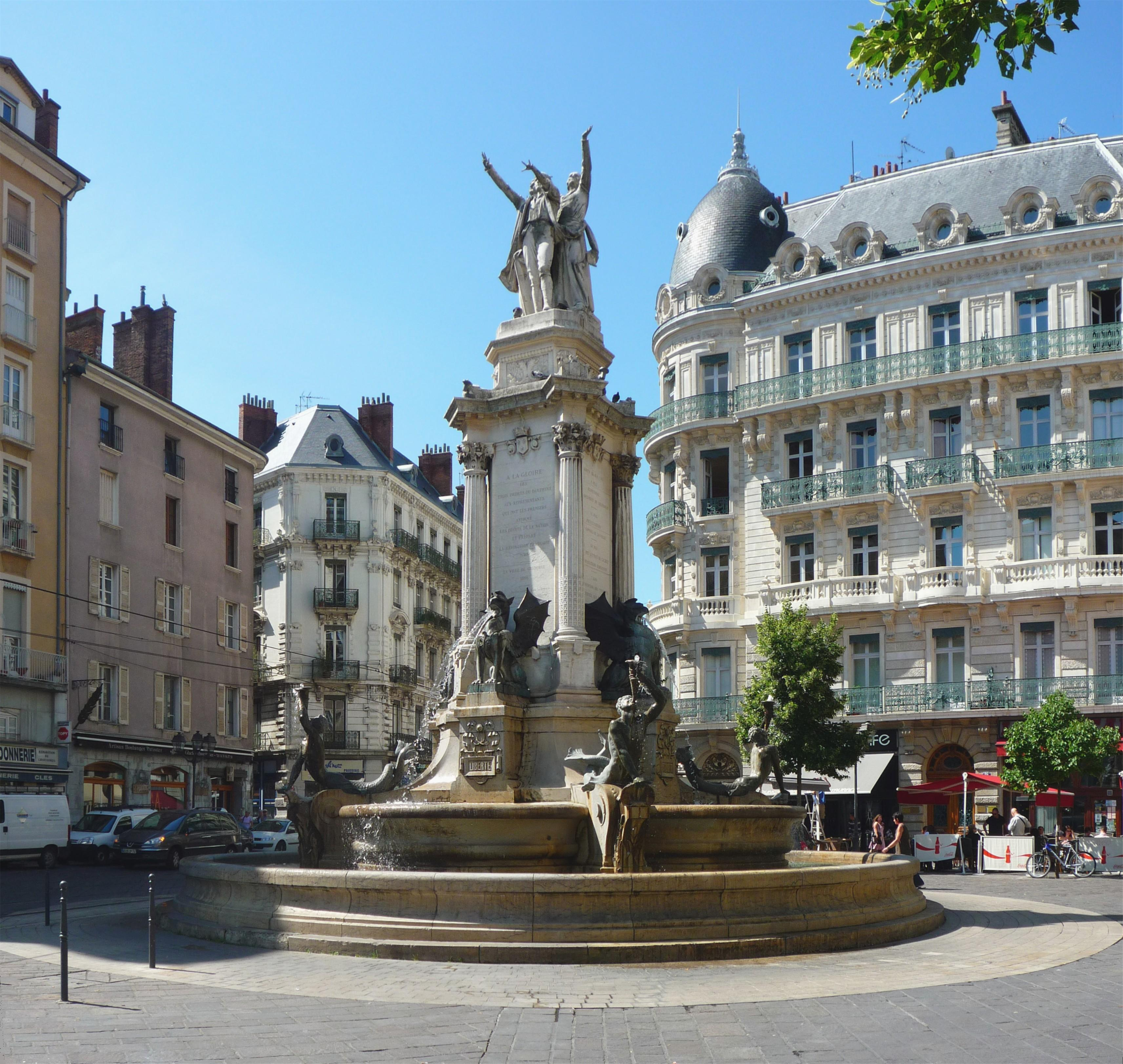
Place Notre-Dame avec la fontaine des trois ordres, œuvre de Henri Ding

Notre-Dame ou Notre-Dame/Sainte-Claire est un quartier de Grenoble. 
Situé dans le centre de ce que fut l'enceinte médiévale, ce quartier, un des plus anciens de la ville avec le quartier Saint-Laurent est très représentatif de l'histoire de la ville, surtout depuis le XVIIe siècle où de nombreuses institutions religieuses se sont implantées dans le cadre de la Contre-Réforme.

## Description
Le centre ancien est presque aussi vaste que l'Hyper-centre de Grenoble, situé plus au sud. Ce quartier correspond à l'emplacement de la ville gallo-romaine puis médiévale quand elle se nommait encore selon l'époque, Cularo ou Gratianopolis et entouré jusqu'à la fin du Moyen Âge par des remparts. 
Ce secteur regroupe les places Notre-Dame et Sainte-Claire, toutes les deux directement desservies par la Ligne B du tramway de Grenoble, les places Saint-André, de Gordes et Aux Herbes, ainsi que l'ensemble des rues piétonnes situées autour. Le "quartier des antiquaires" est un quartier historique avec la rue Bayard et la rue Voltaire où l'on peut voir au N°6 l'Hôtel de la Première présidence ou encore au 17, la Chapelle des Pénitents blancs devenue chapelle de l'Adoration.

## Les rues piétonnes
Plutôt étroites pour certaines, ces rues forment un véritable labyrinthe, composé essentiellement de vitrines commerciales, de quelques pubs et de bars. On retiendra notamment la rue Brocherie, la rue Chenoise la rue Renaudon, qui présentent une certaine ambiance assez cosmopolite avec ses restaurants indiens, marocains et d'autres spécialités internationales.
La Grande Rue, quant à elle, est principalement commerciale. À l'angle de la rue Jean-Jacques-Rousseau, on peut notamment y découvrir la maison Rabot, édifice hébergeant en partie la librairie Arthaud et datant du XVIe siècle et juste en face de cette même librairie, l'appartement du docteur Gagnon, plus connue sous le nom de la maison Stendhal. La rue Diodore Raoult, située un peu plus loin, permet un passage direct vers le jardin de ville en passant par la place de Gordes.
La rue Lafayette, rue également très commerçante, est parallèle à la Grande Rue et son extrémité Sud située au niveau de la rue de la République héberge un morceau des remparts romains de Grenoble, vestige classé monument historique datant du IIIe siècle et indiquant aux passant l'emplacement exact de l'enceinte fortifiée de Grenoble à l'époque gallo-romaine.

## Les places

### La place Notre-Dame
La place Notre-Dame est principalement entourée de bars et de restaurants, qui ouvrent de grandes terrasses par temps chaud, cette place donne lieu à une ambiance nocturne particulière. Elle doit son nom à la cathédrale Notre-Dame, édifiée à partir du Xe siècle avec une partie basse en pierre calcaire et la partie supérieure de la tour en briques. La Tour de Sassenage, vieille tour médiévale d'une hauteur de 22 mètres, située à quelques mètres de la cathédrale (rue du pont de Saint-Jaime), mais non visible de la place, est également constituée de briques rouges.
Au bout de la place, débouche la rue Très-Cloîtres, autour de laquelle d'anciens bâtiments religieux ont été transformés au fil des siècles, comme la chapelle Sainte-Marie-d'en-Bas devenue un théâtre, l'ancien couvent des Minimes de Grenoble, l'ancien palais épiscopal devenu musée de l'Ancien Évêché, ou encore le monastère Sainte-Cécile de Grenoble devenu siège social de la société Glénat.
Au centre de la place se trouve une fontaine qui est un monument commémoratif des événements pré-révolutionnaires de l'été 1788 plus connues sous le nom de Journée des Tuiles, la Fontaine des trois ordres.

### La place Sainte-Claire
Son nom fait mémoire du monastère des Clarisses, construit à la fin du XVe siècle près de la porte Pertuisière, (actuelle rue Alphand), et détruit en 1816. Elle abrite les halles homonymes, qui forment le marché du même nom. Construites en 1874 par l'architecte Baudrit à l'emplacement de la chapelle de l'ancien couvent, elles furent restaurées en 1991.

### La place aux Herbes
La place aux Herbes est, elle aussi, le lieu d'un marché, mais également un point central de flux piétons entre les diverses places énoncées ci-dessus. De ce fait, de jour comme de nuit, un trafic piéton important génère une ambiance très conviviale et festive.

### La place Saint-André

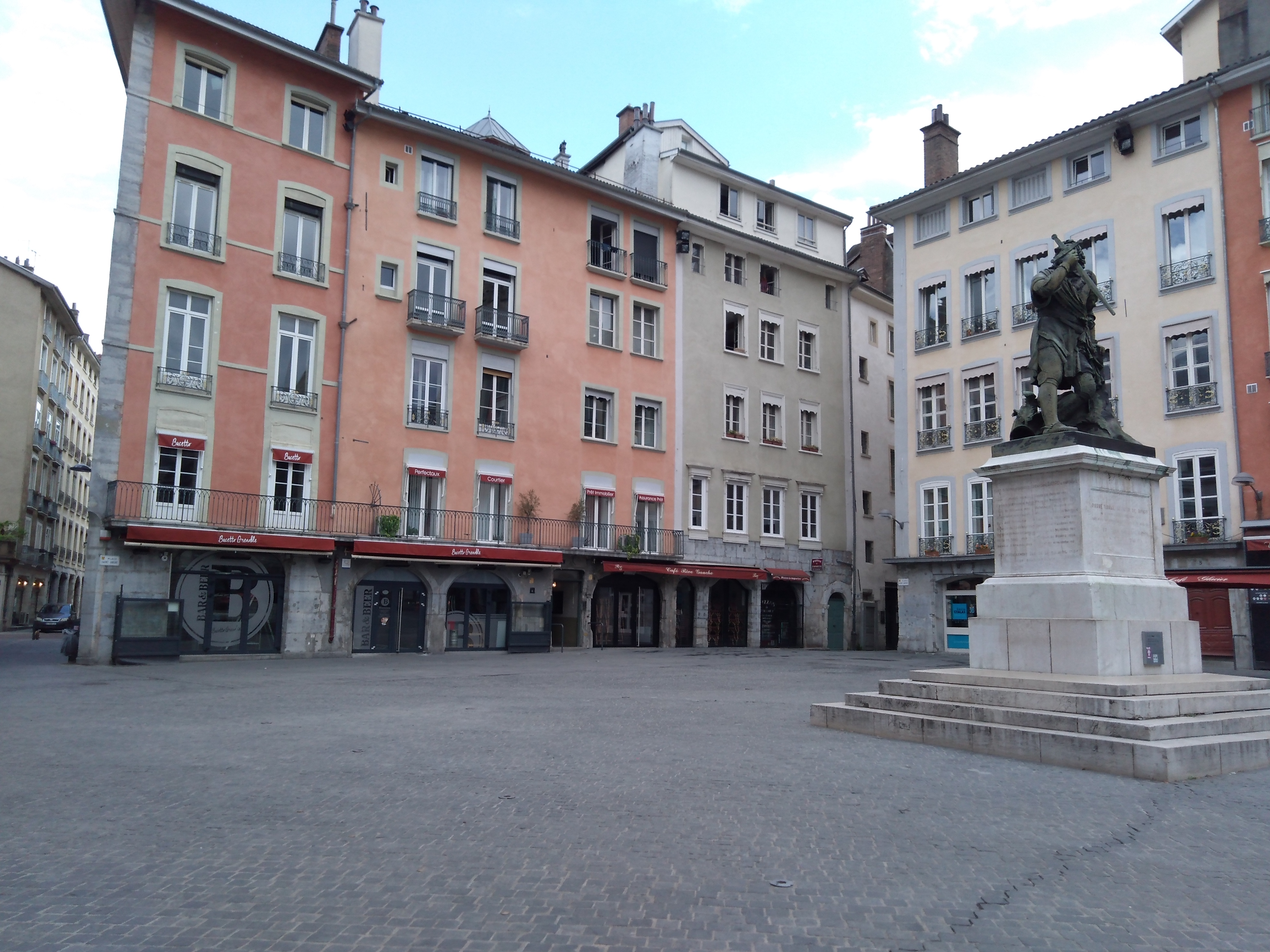
La place Saint-André durant le confinement d'avril 2020

La place Saint-André comporte également des terrasses, très actives de jour et de nuit dont le café La Table Ronde, un des plus vieux cafés de France. Mais elle abrite surtout la collégiale Saint-André, le théâtre municipal de Grenoble et l'ancien Palais de Justice. Le palais du parlement du Dauphiné (cour souveraine de justice) depuis 1453, devient le palais de justice à la Révolution. L'activité du palais de justice a été transférée en 2002 dans le quartier Europole. Actuellement propriété du Conseil général de l'Isère, cet édifice de 7 500 m² fait l'objet d'un projet de rénovation prévoyant des activités commerciales, patrimoniales, universitaires et touristiques.

### La place de Gordes
La place de Gordes est petite place, entièrement piétonne, attenante au jardin de ville et créée en 1791 à l’emplacement de la maison du prévôt des chanoines de Saint-André. Elle reste assez animée grâce à la présence de quelques terrasse de restaurant et la proximité du parc.

## Galerie de photos

Quelques photos des différentes places du quartier Notre-Dame/Sainte-Claire
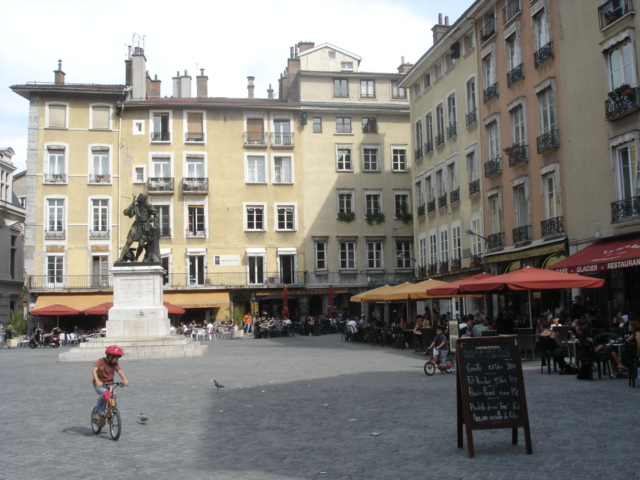
La statue de Bayard sur la place Saint-André
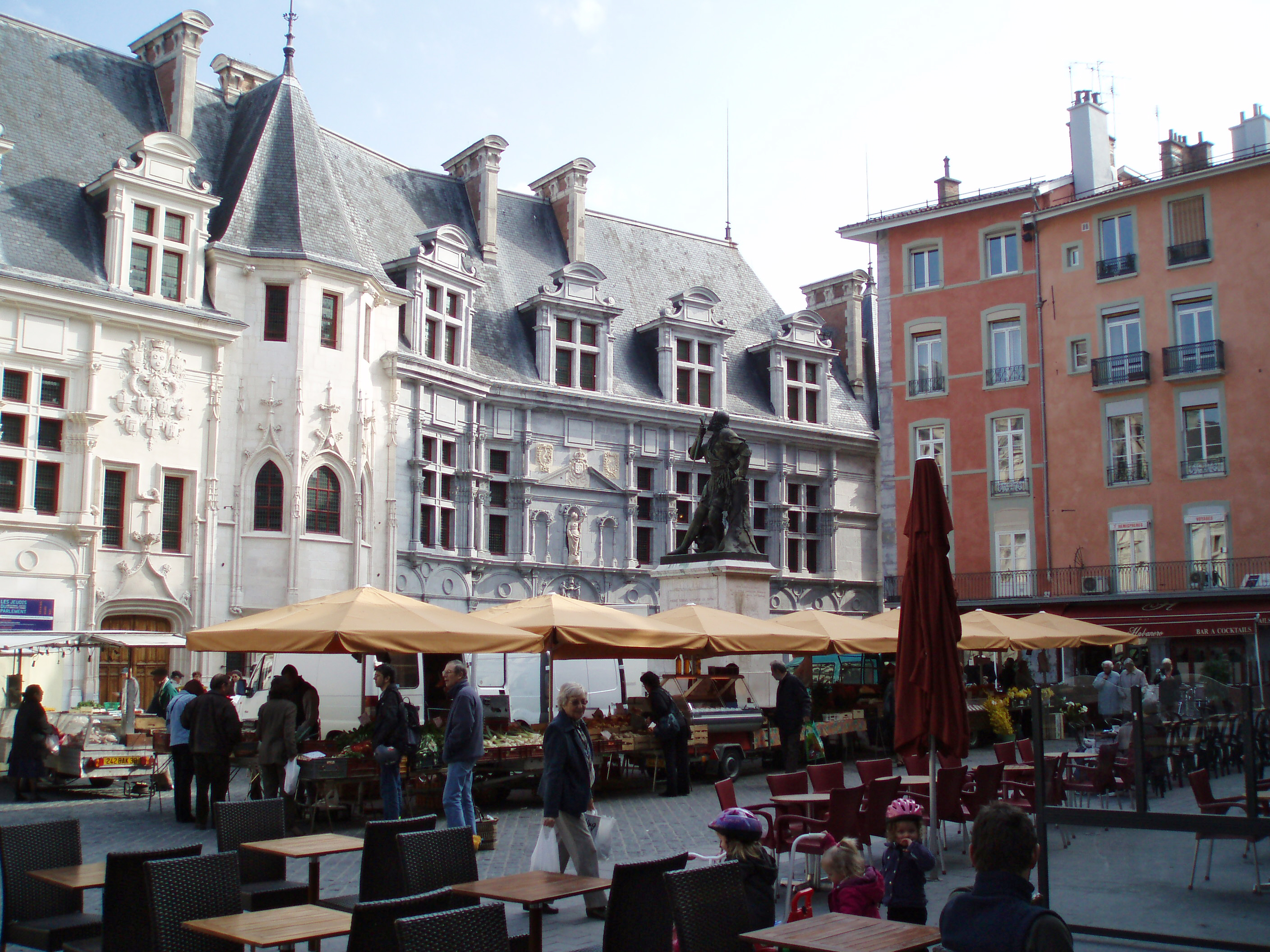
Marché de la place Saint-André
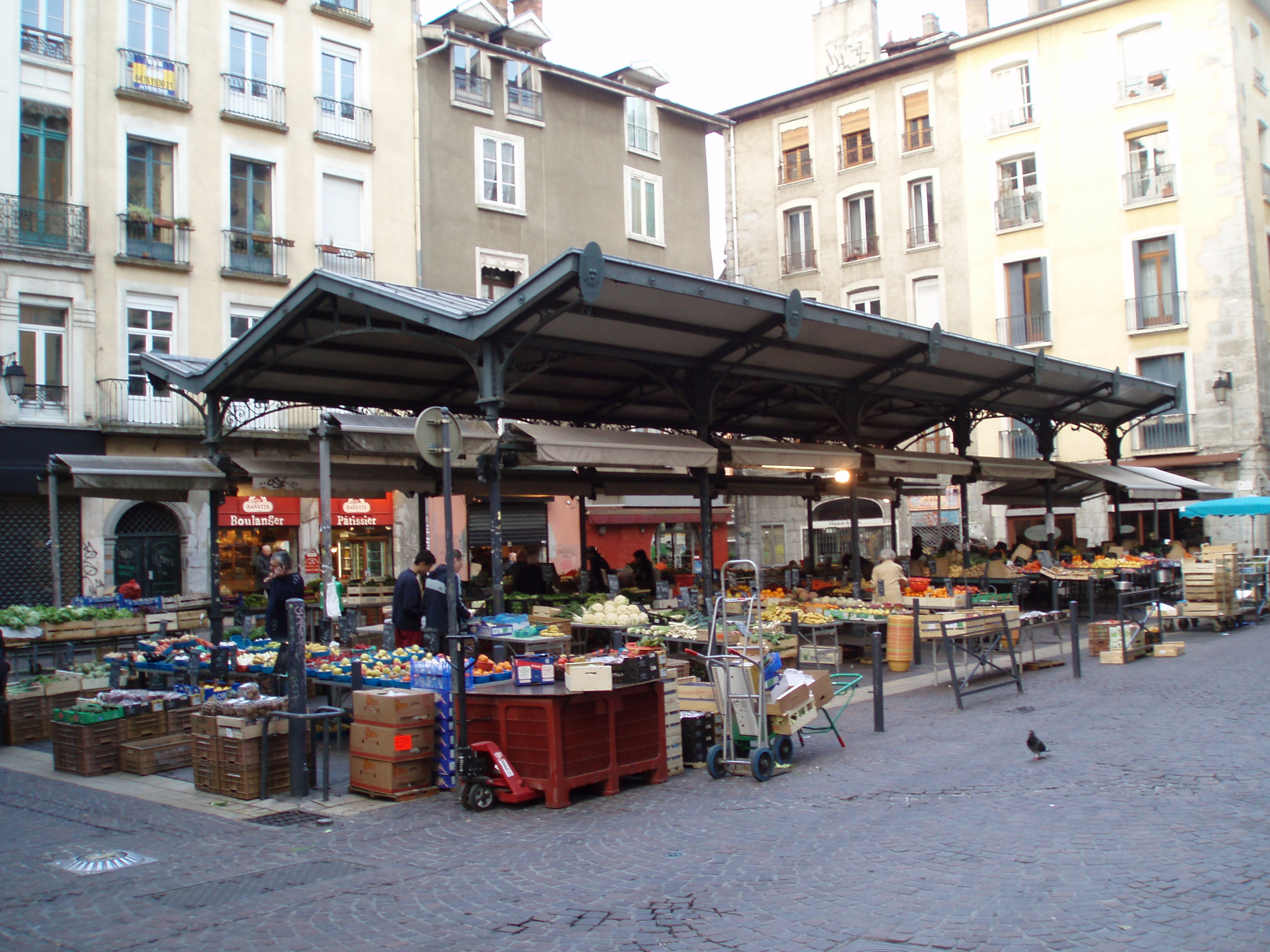
La Place aux Herbes
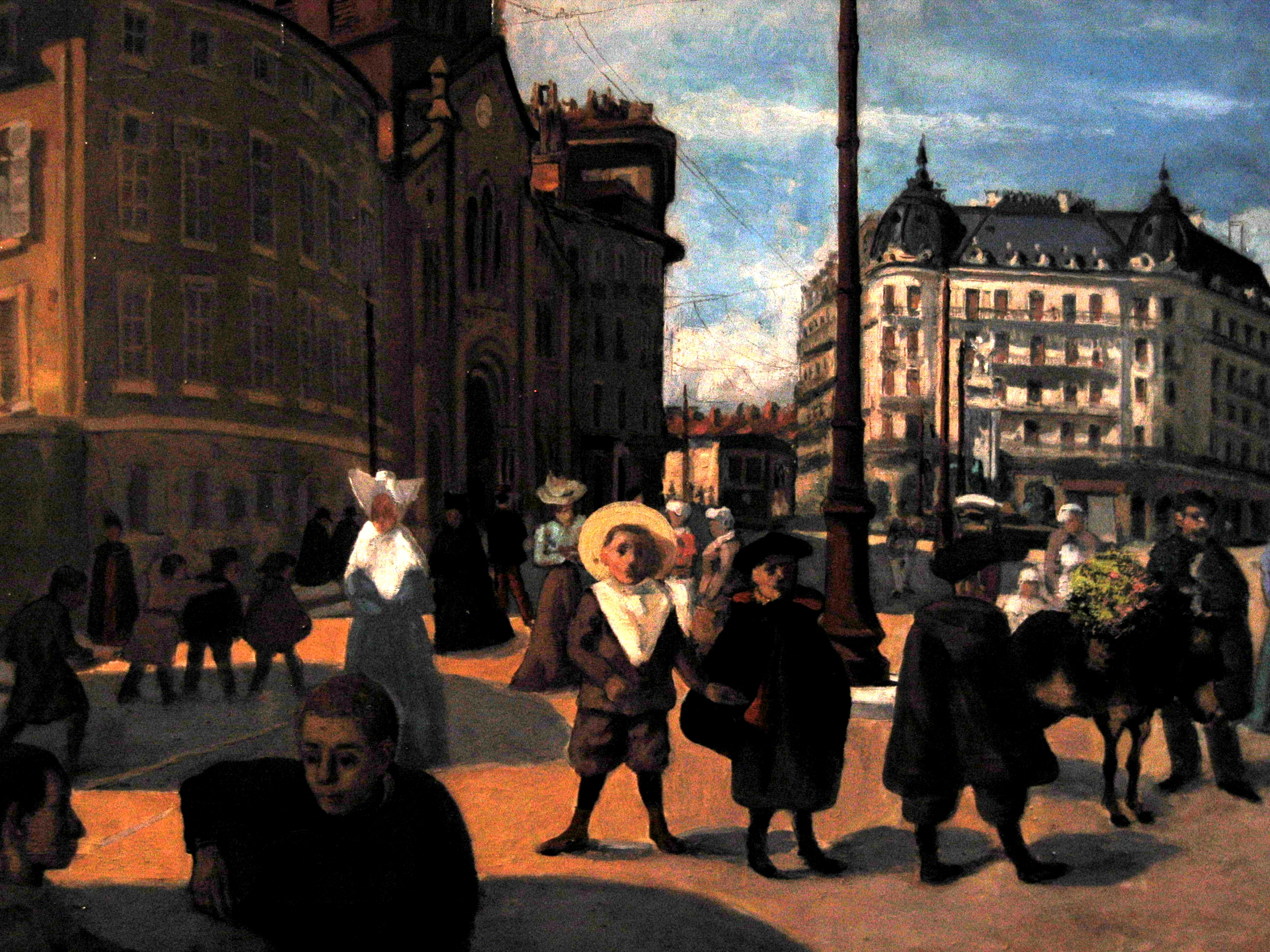
La place Notre-Dame à Grenoble (1900) par François Joseph Girot, Musée Mainssieux
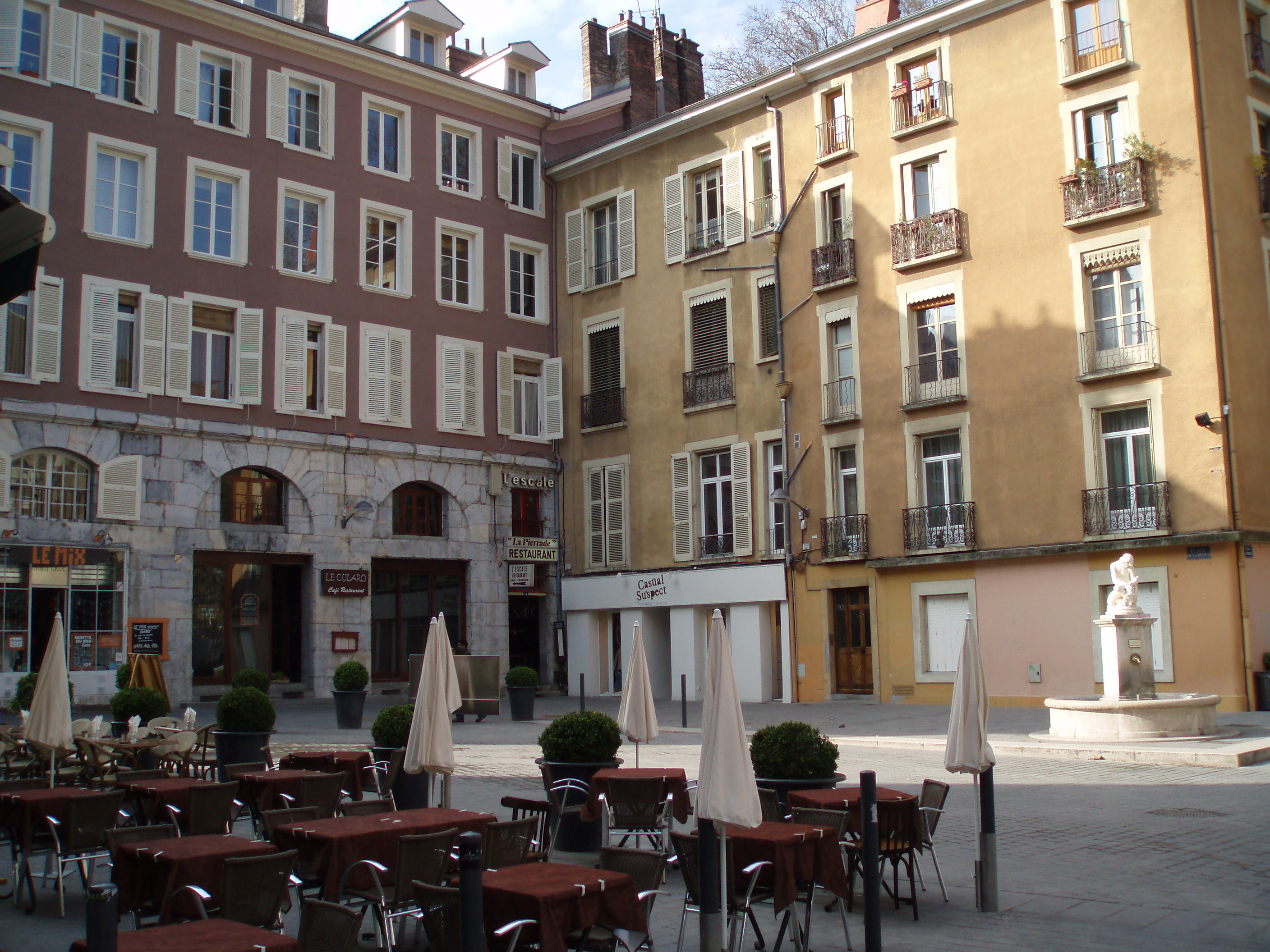
La Place de Gordes
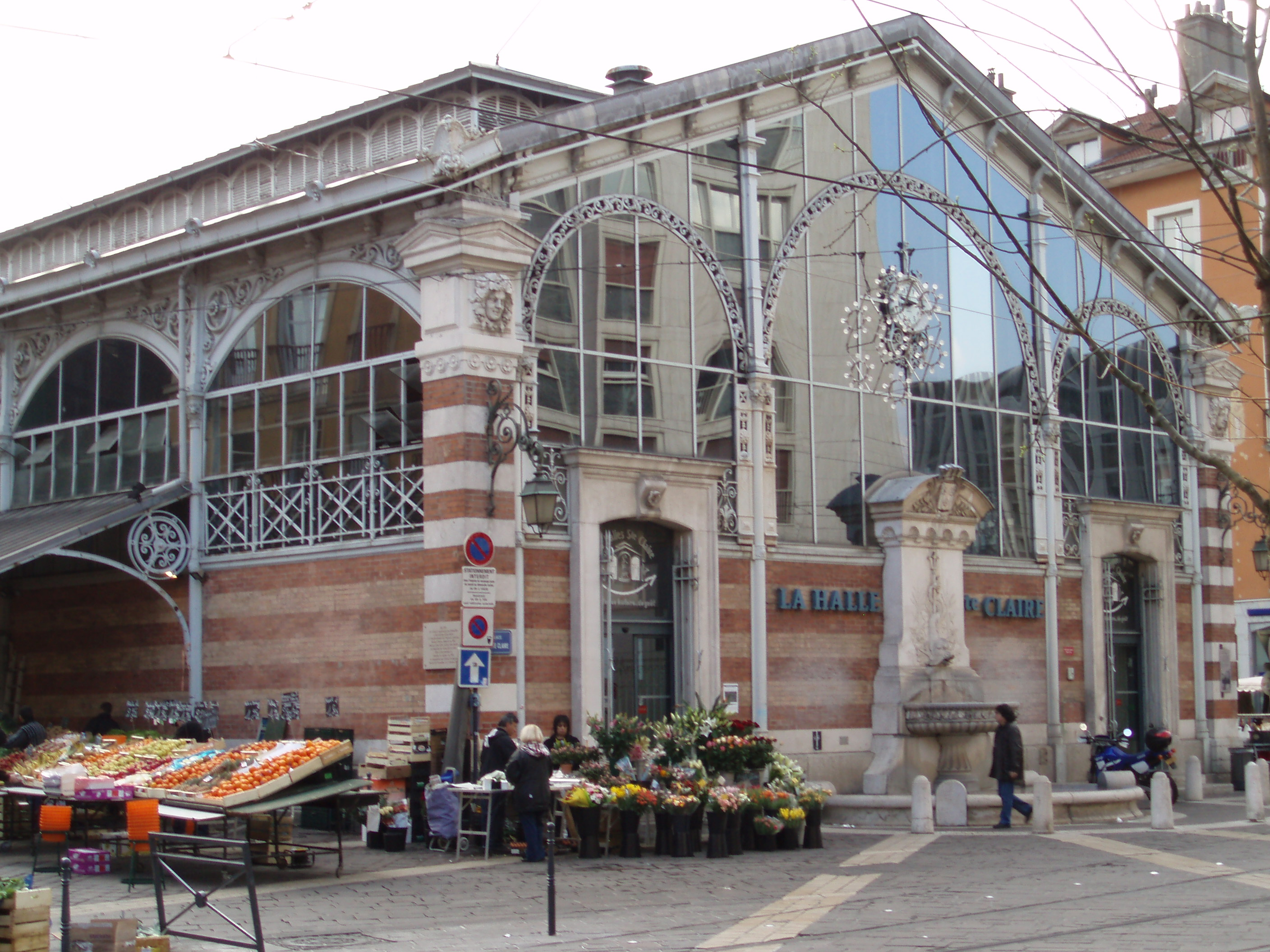
La Halle Sainte-Claire
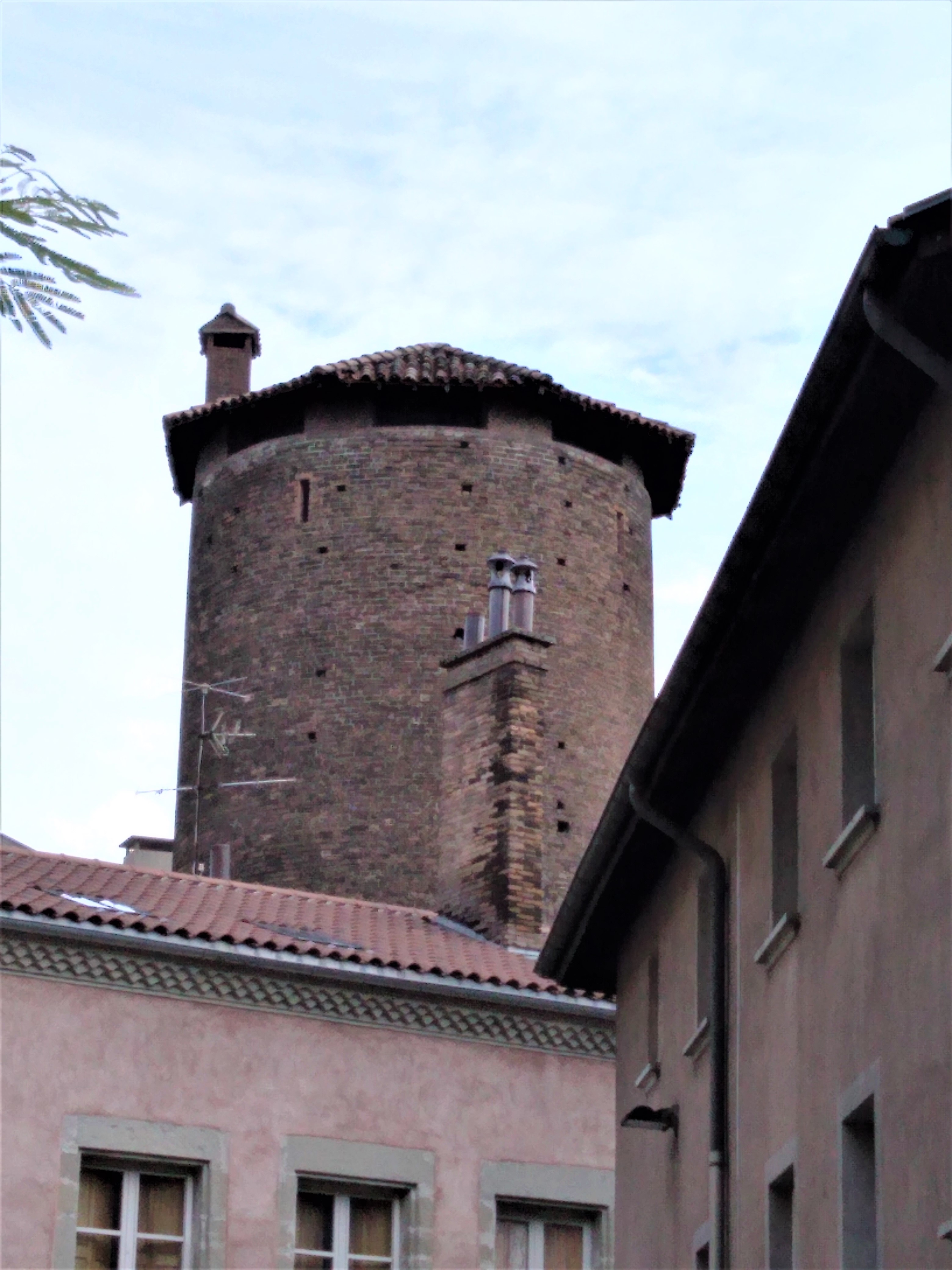
la Tour de Sassenage